# Saint-Sulpice-d’Arnoult
Saint-Sulpice-d’Arnoult ist eine westfranzösische Gemeinde mit 919 Einwohnern (Stand 1. Januar 2022) im Département Charente-Maritime in der Region Nouvelle-Aquitaine. Die Bewohner werden Saint-Sulpiçois und Saint-Sulpiçoises genannt.

## Lage
Saint-Sulpice-d’Arnoult liegt am Flüsschen Arnoult in einer Höhe von etwa 20 Metern ü. d. M. in der historischen Kulturlandschaft der Saintonge etwa 22 Kilometer (Fahrtstrecke) nordwestlich von Saintes bzw. 21 Kilometer südöstlich von Rochefort.

## Bevölkerungsentwicklung
| Jahr      | 1962 | 1968 | 1975 | 1982 | 1990 | 1999 | 2006 | 2016 |
| Einwohner | 409  | 385  | 389  | 401  | 465  | 491  | 595  | 841  |

Im 19. Jahrhundert hatte der Ort stets zwischen 400 und 560 Einwohner. Die Reblauskrise und die Mechanisierung der Landwirtschaft führten zu einem Bevölkerungsrückgang, der in den letzten Jahrzehnten wegen der Nähe zu den Großstädten Saintes und Rochefort und den vergleichsweise niedrigen Mieten und Grundstückspreisen in Saint-Sulpice-d’Arnoult gestoppt werden konnte.

## Wirtschaft
Über Jahrhunderte spielte die Landwirtschaft zum Zweck der Selbstversorgung der Bevölkerung die größte Rolle im Wirtschaftsleben der Gemeinde. Doch wurde in Gegend schon seit der Römerzeit auch Wein angebaut, der seit der frühen Neuzeit destilliert und nach Nordeuropa (v. a. nach England) exportiert wurde. Saint-Sulpice-d’Arnoult gehört zu den Bois ordinaires et communs des Weinbaugebietes Cognac, doch werden die meisten Trauben wegen Problemen beim Absatz von teuren Cognac-Weinbränden zu Wein und Pineau des Charentes verarbeitet. Viele Bauern sind deshalb wieder zur 'normalen' Landwirtschaft zurückgekehrt.

## Geschichte
Zur Geschichte des Ortes sind nur wenige Informationen verfügbar. Das Vorhandensein einer frühromanischen Kirche ist jedoch schon für das Jahr 1047 belegt, was darauf schließen lässt, dass der Ort schon länger besiedelt war. Kurz vor der Zeit des Hundertjährigen Krieges (1337–1453) entstand der imposante Wehrturm (donjon).

## Sehenswürdigkeiten

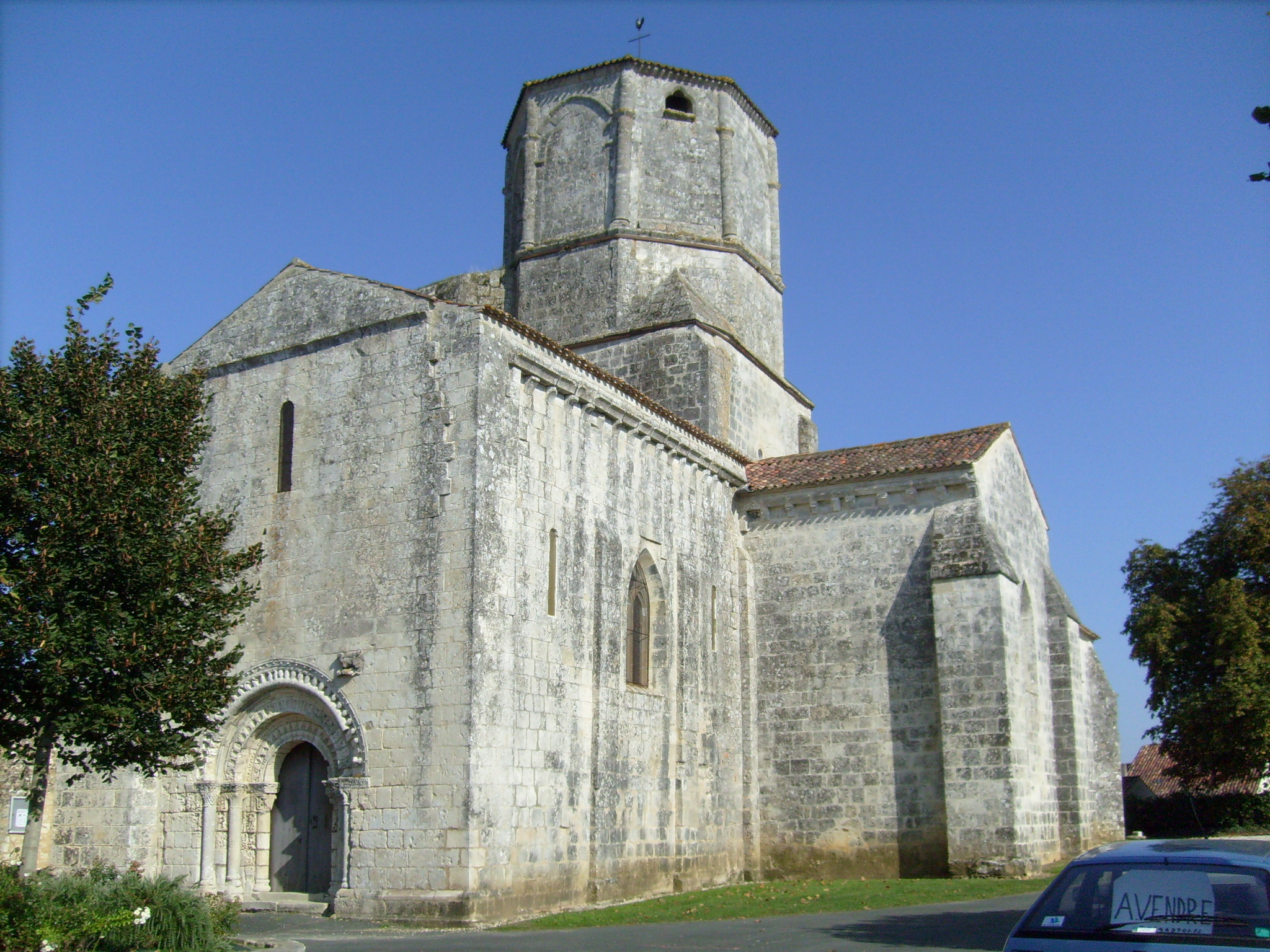
Kirche Saint-Sulpice

- Die romanische Pfarrkirche Saint-Sulpice stammt aus dem 12. Jahrhundert; die Chorpartie wurde jedoch im 15. Jahrhundert umgebaut und um Kapellenanbauten erweitert. Das Archivoltenportal in der weitgehend ungegliederten Westfassade ist gegenüber den anderen Kirchen der Umgebung vergleichsweise aufwendig mit vegetabilischen Motiven und Flechtbandwerk gestaltet. Darüber finden sich auf beiden Seiten Figurenreliefs zweier Fabelwesen. Das oktogonale Glockengeschoss auf dem Vierungsturm entstammt dem 13. oder 14. Jahrhundert. Die beiden noch erhaltenen Apsiden sind weitgehend ungegliedert und undekoriert. Im Innern ist die Kirche einschiffig, verfügt aber über ein Querhaus mit Kapellen. Im Langhaus sind Gewölbeansätze erkennbar, doch ist es letztlich bei einem hölzernen Dachstuhl geblieben. Die Vierung hat eine Kuppel auf Trompen; das Chorjoch ist von einem Tonnengewölbe bedeckt und die Apsis schließt mit einer Halbkuppelkalotte nach oben ab. Der Kirchenbau ist seit dem Jahre 1924 als Monument historique[1] klassifiziert.

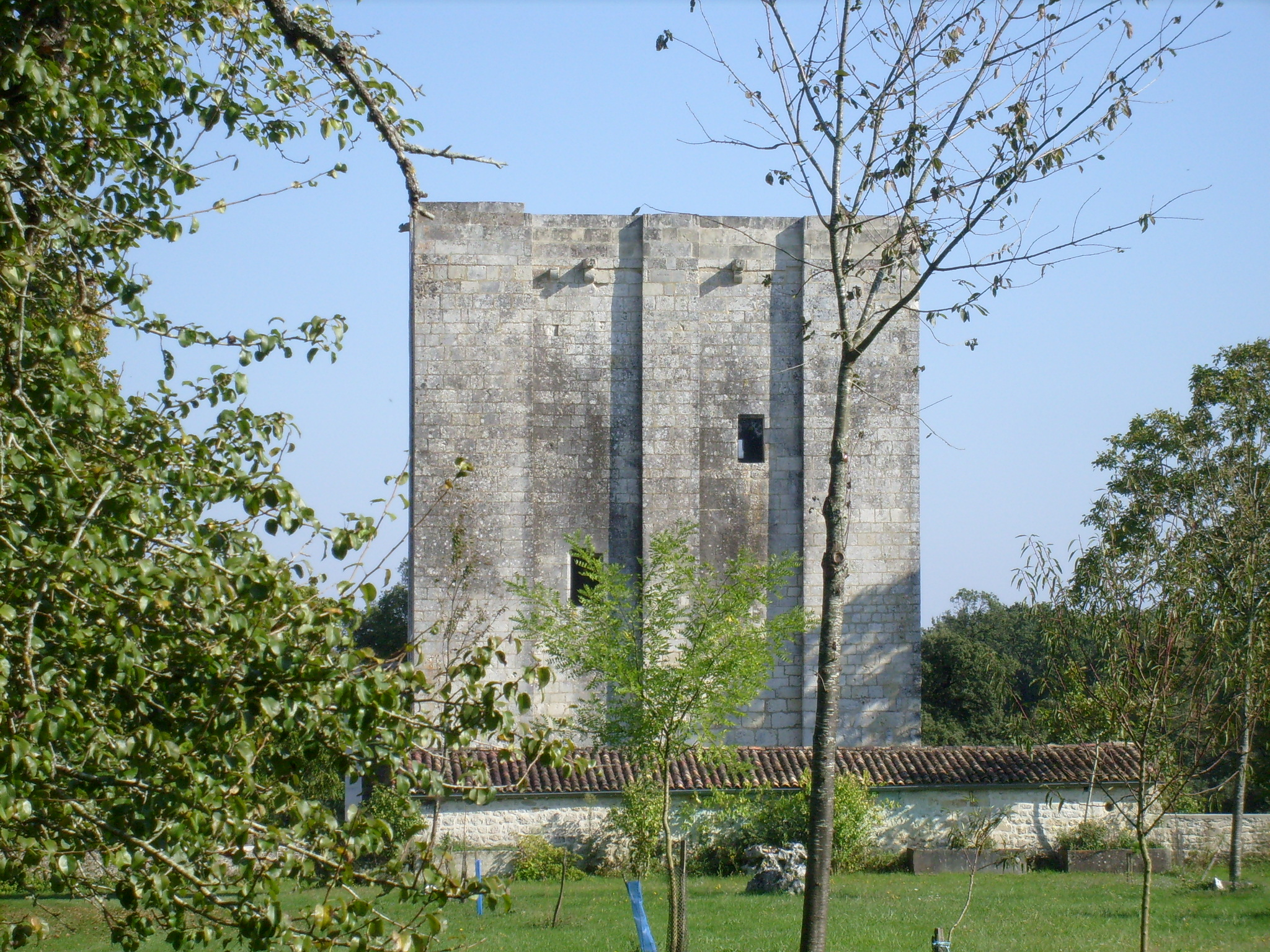
Wehrturm (donjon)

- Etwas außerhalb des Ortes steht ein mittelalterlicher Wehrturm (donjon) der volkstümlich auch Tour de l’Isleau genannt wird. Gemäß der Überlieferung wird der Bau dem englischen König Heinrich III. (reg. 1216–1272) zugeschrieben, der zugleich die Titel Herzog von Aquitanien und Graf von Poitou führte. Das quadratische Bauwerk hat heute eine Höhe von annähernd 17 Metern (ehemals sollen es über 30 Meter gewesen sein) bei einer Seitenlänge von etwa 11 Metern. Der Eingang lag auf Höhe des ersten Stockwerks und war nur über eine Leiter zu erreichen; das Untergeschoss diente als Lager für Lebensmittel und Waffen sowie als Aufenthalts- bzw. Schlafraum der Wachen. Der Turm steht auf einem Privatgrundstück und ist nicht zu besichtigen; er wurde bereits im Jahr 1925 als Monument historique[2] eingeschrieben. Es besteht eine gewisse architektonische Verwandtschaft zum etwa 35 Kilometer (Luftlinie) entfernten Donjon von Pons.